# Sacrifice (canção de Elton John)
Sacrifice é um single do cantor britânico Elton John. A letra foi escrita, por Bernie Taupin e música de Elton John. A canção aparece no álbum Sleeping with the Past. Foi lançado em outubro de 1989 e, em seguida, em 1990, e foi a única a partir do segundo álbum. Atingiu sucesso, especialmente na França e Reino Unido.